# Асанга
Асанга, познат и као Арисанга (Āryāsaṅga), (315-385), индијски филозоф и теолог, главни представник будистичке школе јогачара (Yogācāra), такође познате и као виђнана-вада (Vijñānavāda). Школа заступа идеалистичку теорију сазнања. Читав свет појава сматрају делом сазнања. 
Он и његов полубрат Васубандху се традиционално сматрају оснивачима школе. Били су такође познати и као присташе Абидарма наука.
Написао је више дела, а најпознатије је „Махајана-Сутраламкара“ (Украс сутра из Махајане).